# Anajatuba
Anajatuba este un oraș în unitatea federativă Maranhão, Brazilia.